# 珠海灣仔至澳門內港／媽閣河底行人隧道
珠海灣仔至澳門內港／媽閣河底行人隧道是中華人民共和國廣東省珠海市及澳門特別行政區一條規劃的珠澳兩地跨境連接通道，僅供行人通過，不設行車通道。連接廣東省珠海市灣仔街道和澳門特別行政區內港及媽閣。據2016年珠海市口岸局規劃，珠方口岸初步選址在灣仔口岸以南1.8公里處，以隧道方式跨境接駁至位於媽閣的澳門海關大樓門前。澳門方面，2020年12月4日在澳門立法會全體會議討論運輸工務範疇施政辯論中，運輸工務司司長羅立文突然態度轉變，指政府短期內無意開展有關河底隧道的建設計劃，意味相關計劃已被澳門單方面宣佈擱置。2021年，珠海市自然資源局公佈相關批示，也提及預留用地興建出入境檢查總站及河底隧道連接珠澳兩地；2024年珠海市當地的批示中更明確規劃新增並預留灣仔河底行人隧道口岸。

## 背景
1980年代，有香港財團因應南海石油基地的建設，在灣仔興建後勤基地，然後在珠海市灣仔鎮至澳門媽閣之間興建一座橋樑或隧道，將兩地連結起來，方便在南海石油基地工作的外國專家，在休假時來澳遊遊及休假。但有關計劃因政策改變，而後勤基地和珠澳跨河通道最終擱置興建。

## 澳門回歸後

### 社會人士首度提出
2004年，時任澳區珠海政協委員梁安琪向珠海市提出興建河底隧道議案；2005年，其擔任澳門立法會直選議員以來，多次向澳門政府提出有關建議，但沒有直接回應。2011年4月中下旬，梁安琪希望籍中央人民政府支持興建一條「Y型」河底隧道連接珠海市灣仔街道至澳門內港及媽閣，解決現時通關壓力並促進經濟。

### 崔世安政府首個任期
2011年3月11日，政府跨部門計劃於此處興建交通樞紐時，時任土地工務運輸局城市規劃廳廳長劉榕指，計劃興建的澳門內港至珠海灣仔行人隧道落腳點位於交通樞紐的北面，附近地段已預留海傍位置作海關用地。特區政府當時開展有關行人河隧的前期工作，包括研究人流及交通路線等，為日後做好交通配套上的準備。
2011年7月24日，據中國新聞社報道，灣仔口岸作為當時珠澳兩地唯一的水路口岸，儘管兩地直線距離不到六百米，但旅客只得藉輪渡船過境。而輪渡船一次往返需要半小時，每次只能運送三百餘人。節假日出境客流高峰期間，辦理完出境手續的旅客，常常被擁堵在狹窄的候船室內等待渡船。遇到颱風、暴雨等極端惡劣天氣，渡船停航，口岸臨時關閉，進一步凸顯局限性，而在節假日期間一度「超負荷運作」。澳門新富倫集團董事長黃健中對記者表示，有關河底隧道計劃是勢在必行。
2011年12月5日，對於《粵澳合作框架協議》中提出要推動開展連接珠海灣仔與澳門媽閣軌道站河底行人隧道的可行性研究。時任運輸工務司司長劉仕堯表示，有關河底隧道計劃已討論了很久，因涉及珠海方面，澳門只能因應對方對於項目的看法而討論。他說，以前就算是討論，也沒有，因為雙方的規劃都有改變，澳門將來會在媽閣設輕軌站及交通樞紐，因此必須考慮河底隧道如何可以盡快疏導旅客。如果之前已訂定，現在就必須調整。珠海方面也要調整，因為廣珠城際鐵路於2012年開通，還計劃延伸至橫琴島，同時再延伸至珠海機場，而城際軌道也會經過灣仔，故河底行人隧道的出口也要與軌道站的設置相關，否則，不能互相配合。因此，他認為，慢有慢的好處。 他表示，珠澳雙方對於澳門的輕軌系統和珠海的城際軌道系統各方面的線路、站點定下後，更有利於未來河底隧道項目的商討。
2013年11月中，珠澳兩地政府舉行合作會議，會上雙方討論內容包括珠海灣仔與澳門媽閣河底人行隧道工程事宜。運輸工務司司長辦公室主任黃振東表示，珠海方面進行工程可行性研究報告，直言除涉工程外，更牽涉口岸設置等問題，已初步研究可行性。黃振東表示，珠海方面已進行珠海灣仔與澳門媽閣河底人行隧道工程可行性研究，但河底人行隧道不僅是工程問題，牽涉到了口岸的問題，口岸問題則牽涉中央政府的層面。當然，雙方有建設河隧的意願，並就可行性展開初步研究。至於河隧可行性研究是否已完成及將來工作。珠海市港澳事務局長周建純表示，珠澳兩地會持續進行做可行性方案的研究，研究包括兩方面，一是工程方面的研究，二是口岸設置，研究成果會向中央報告。現未有正式時間，雙方正進行有關工作，目前未上報中央。計劃興建的河底隧道全長約600米，西起珠機城際鐵路灣仔站，東至澳門半島內港，同時規劃與澳門輕軌媽閣站連接。預期該隧道的建設將進一步加強粵澳聯繫，有效疏導拱北口岸旅客的通關壓力。研究還包括功能定位、規模、交通量等多個方面。
2013年12月5日，時任運輸工務司司長劉仕堯透露，珠澳河底隧道正在可行性研究基礎上作深入研究，但由於隧道涉及珠海的珠海規劃，須與珠海商談，河底隧道並非澳門特區本身可決定項目。他又稱，未來會綜合輕軌二期及舊區重整，整體規劃內港發展。
2014年8月11日，時任土地工務運輸局城市規劃廳廳長劉榕回應直選議員梁安琪質詢河底隧道進展，指出珠澳兩地政府已預留及確定用作河底隧道的口岸用地，下一步將探討通關模式，他解釋不同的通關模式將影響口岸的規模，設置及編制。他又稱，兩地政府亦要確定未來的河底隧道是現有口岸的延伸抑或設置新的口岸。
2014年8月17日，時任行政長官崔世安認同時任直選議員兼中總副監事長梁安琪興建灣仔河底行人隧道的建議，對於梁提出該建議達八年，翻查文件當年已向珠海提出，但未獲回覆。按現有粵澳合作制度安排，他如成功連任，將與廣東特別是珠海商討，希望把Y形河底隧道建議納入《粵澳合作框架協議》，再正式向中央提出申請。由於建立口岸涉及人員編制、設計合理性等，值得提出研究。

### 崔世安政府第二任期
2015年1月下旬，時任直選議員鄭安庭關注河隧工程進展，他指出《粵澳合作框架協議》為河底隧道進行可行性研究，惜計劃一拖再拖，書面質詢政府有否確實的規劃及進度時間表。他指出，回歸初期社會已倡建河底隧道，以利內港舊區二次發展，並分流關閘口岸旅客。2010年，國家發改委支持澳門在媽閣建河隧連接至灣仔，特區政府在施政方針中亦曾作可行性研究。去年政府更透露，將在媽閣預留土地建河隧，並在輕軌媽閣站建設綜合樞紐規劃，詳細深化及研究河隧的具體方案和配套。之後，再沒有消息向外公佈。 鄭安庭表示，河隧提出至今超過十年，一直停留在提出、研究階段，無實質進展。內港河隧不單可推動粵澳互惠互利的經濟發展，並可以媽閣作為槓桿點，輻射至下環街、司打口和十月初五街等舊區，再連接至新區，將澳門旅遊點連成一線，活化舊城區文化，提升可持續發展條件，對推動澳門經濟和旅遊發展起積極作用。他稱，按政府預計，內港河隧將興建在媽閣與十字門之間，實為兩地經濟更緊密合作的機遇。質詢政府如何藉機規劃及扶持澳門中小企持續發展；可否藉河隧研究，一併徹底解決內港水浸問題，更好推動舊城區二次發展。
2015年4月2日，澳方對河底隧道進行前期調研，土地工務運輸局回應指項目幾年來仍在研究中，未有具體時間表。時任局長李燦烽回覆指，河隧工程是《粵澳合作框架協議》的重要項目之一，特區政府過去幾年開展了多項研究，包括媽閣區總體城市設計方案編製等，為將來河隧接連澳門預留口岸用地。並強調河隧是澳珠通關模式的新構思，旨在優化及提升兩地通關能力。特區政府、廣東省和珠海市政府持續溝通，早在2012年間，粵澳雙方已多次開會，並委託內地專業單位開展前期調研。然而，項目涉及層面廣泛，包括用地、交通、航道、防洪、環保等，需兩地政府協調討論，現階段未有確實規劃的具體時間表，當有具體或進一步工作計劃時，會盡快公佈。
2015年4月4日，時任交通事務局局長汪雲回覆時任直選議員陳明金書面質詢指，根據粵澳兩地政府於2011年3月6日正式簽署《粵澳合作框架協議》，《協議》中亦明確提出推動開展連接珠海灣仔與澳門媽閣河底行人隧道的可行性研究，因此，特區政府跨部門開展媽閣區總體城市設計及內港域濱水區城市設計的研究，當中包括河底行人隧道的可行性探討，並就隧道的具體位置和設計、交通配套設施及通關模式等一併作出考慮。然而，有關項目涉及的層面廣泛，包括用地、交通、航道、防洪、環保等方面的技術範疇，仍有多方面的問題需要兩地政府共同協商解決，故現階段暫未有確實規劃的具體時間表，但特區政府將繼續透過粵澳之間的溝通機制，加強與內地相關部門交流協商，在互利互惠下，共同推進行人隧道的研究工作。當有具體或進一步工作計劃時，政府會盡快向社會公佈。
2015年6月24日，珠澳城市規劃與跨境交通研究工作小組舉行第四次會議，會上主要討論珠海灣仔至澳門內港河底行人隧道，以及珠海灣仔與澳門內港之間水環境綜合治理等議題。雙方同意繼續深化交流與合作，並加緊進行各項相關工作。雙方就珠海灣仔至澳門內港河底行人隧道項目進行了交流。成員指出，有關構思已提出多年，也曾進行初步調研，希望今後能加快推動，釐清及解決遇到的問題。雙方就規劃、用地、口岸功能定位及運作模式等各方面發表意見，同意在有更全面的方案，尤其是口岸用地選址確定後，再進行較深入的磋商，務求加快推動該項目的進程。
2015年12月9日，時任土地工務運輸局局長李燦烽表示，河底隧道工程已在該年納入粵澳合作議題。他指出，尋找行人隧道在本澳落腳的合適地點並不容易，因需設置口岸聯檢大樓，設在內港可有足夠人流協助營商，但需解決交通問題。
2016年1月19日，珠海市口岸局召開會議通報灣仔口岸停用狀況，其中珠海市政府副秘書長、市口岸局長趙適劍表示，珠澳雙方近幾年來都在探討興建內港河底人行隧道連接兩地，初步選址於灣仔口岸南一點八公里處，以隧道方式跨境接駁澳門海關門前。珠澳通關合作工作小組於2015年曾召開三次會議專題研究該項目，珠海方面於2015年下半年也曾到澳門實地考察該選址意向，兩地一直保持着密切的聯繫與磋商。
2016年3月，澳區全國政協委員及人大代表前往北京人民大會堂出席會議，其中澳區全國政協委員吳小麗反映灣仔口岸停航對珠澳兩地人士影響，而多年前曾提出該河底隧道建設，當時得到中方有關部門支持，但規劃當時仍未有定案，故會跟進提案。其後聯合提案人包括吳小麗、賀定一、黎振強、尤端陽及吳培娟，他們於提案中表示，廣東珠海早前已完成《珠海灣仔和澳門媽閣河底人行隧道工程預可行性研究報告》，並於2012年與澳門特區政府溝通，雙方一致認為基本解決了建設相關河底隧道的可行性，希望工程加快推進。他們又指，灣仔口岸因安全問題停用，影響逾3,000人，加上興建河底隧道需時，期望有關部門盡快維修灣仔口岸或加固，以恢復使用。
2016年5月，珠海市住規建局公佈《珠海市灣仔主城區控制性詳細規劃（修編）》，當中預留兩座跨越前山河通道的接駁路網，其中一座是在澳門半島媽閣對開與珠海市灣仔街道之間預留出未來興建河底隧道連接兩地的空間。
2016年12月下旬，澳門立法會議員施家倫提出書面質詢，表示澳門內港與珠海灣仔興建河底隧道一直是兩地居民的強烈訴求，粵澳合作框架也列為重要區域合作項目，但項目擾攘多年仍未有實質進展，施家倫要求交代項目遲遲未能落實的原因。
2017年8月7日，保安司司長辦公室表示，灣仔口岸停用後，珠澳口岸通關合作工作小組已多次磋商。珠海方面表示，這項工作已由國家口岸辦公室牽頭處理，並於 2016年 9月選定由珠海市口岸局提交的建議方案。特區政府於2017年初收到有關方案，相關範疇部門可在資源及工作上作出配合。至於興建灣仔至內港河底行人隧道項目，司長辦表示項目仍處於資料分析及磋商討論階段，特區政府將密切跟進。
2018年全國兩會期間，多名澳區全國人大代表提交建議，指出鑒於灣仔口岸對澳門發展、舊區振興等具有積極作用，因而建議將遷建後的灣仔口岸作為永久性口岸規劃。同時建議盡快落實澳門內港至珠海灣仔河底隧道工程，待河底隧道落實後可將灣仔輪渡碼頭口岸予以關閉。而國家口岸辦回覆指，同意在擬遷建的灣仔旅遊碼頭恢復灣仔輪渡客運口岸功能，但需待港珠澳大橋珠海口岸和青茂口岸正式啟用後一年內關閉該口岸。若遷建後的灣仔口岸以臨時口岸安排。這與澳門社會的期待存在很大落差，而且現在港珠澳大橋已經通車將近一年，青茂口岸也在緊張建設中，因而這個答覆等於是一紙空文。早在兩會前，澳門特區政府曾經委託顧問公司就此項目進行可行性硏究，認為在澳門媽閣至珠海灣仔之間興建河底隧道，除了是可配合內港至媽閣一帶的商業及旅遊元素之外，更重要的是也可強化該區的口岸功能，分流部分出入境的旅客，避免往來珠澳兩地的旅客過份集中於關閘口岸。而且不受惡劣天氣影響，因此政府做好該區交通規劃，並做好協調方便相關人士使用行人河隧。
2018年12月6日，運輸工務司司長羅立文在立法會施政辯論會議上表示，未放棄興建內港到珠海灣仔的河底行人隧道，會從珠澳合作框架內討論，目前未有具體結論。羅立文又稱，近一至兩個月才與橫琴討論有關蓮花口岸搬遷的問題，因此未有具體方案。

### 賀一誠政府第一任期初期
2019年8月10日，第五屆行政長官選舉唯一侯選人賀一誠出席澳門中華總商會仝人聚會，介紹參選政綱並接受商會多位成員的提問。在解決內港水患問題後，可以將澳、珠合作開發「一河兩岸」景區的建議提上日程，帶動新馬路舊區的營商環境，開通往來澳門和灣仔的渡輪，以及重啟研究灣仔河底隧道與媽閣的連接，帶動媽閣一帶舊區發展。
2020年3月下旬，位於媽閣的大型交通樞紐工程竣工在即，建設發展辦公室表示行人河底隧道工程方面，珠澳兩地政府部門正就設置的必要性和有關規模等方面作研究，未有落實時間表。

### 澳方單方面宣佈擱置計劃
2020年12月4日，立法會舉行全體會議，時任直選議員鄭安庭關注河底隧道興建進度時，運輸工務司司長羅立文突然態度轉變，指政府短期內無意開展有關計劃。指出政府認為在未來十多二十年間，現有出入境口岸已是足夠，加上青茂口岸開通在即，所以沒有計劃增加新口岸。

### 粵方預留用地作規劃
2023年12月20日，珠海自然資源局發布了《關於辦理珠海出入境邊防檢查總站十字門基地（一期備勤用房專案）建設用地預審與選址意見書的受理公示》。從公示內容可知，該項目為珠海出入境邊防檢查總站十字門基地，位於灣仔南灣大道東側、希望之星學校北側，用地面積為24,069.47㎡。據悉，邊檢站一般是設置在口岸內的機構設施，負責執行邊境檢查和控制工作。意味將興建行人河底隧道連接珠海市灣仔街道及澳門半島媽閣。
2024年7月，珠海市自然资源局发布珠海香洲区洪保十片区B-NW5-0201管理单元(珠海出入境边防检查总站及周边用地)控制性详细规划修正批前公示，意味行人河底隧道口岸仍在納入規劃階段中。而此次修正的原因为加快推进落实珠海出入境边防检查总站用地。在《珠海市自然资源局珠海市香洲区B-1W5-018B-NW5-02编制单元(湾仔口岸及周边地区)控制性详细规划修改及城市设计》(2021年批复)中，B-NW5-020104地块的用地性质为发展备用地，明确是为了解决珠海出入境边防检查总站等历史用地预留功能。调整后的B-NW5-020107的发展备用地配套设施为：口岸通关中心1处、10kv开关站1处、交通枢纽换乘中心1处、公交首末站1处、广场1处、公共厕所等。该地块的备注中提到，规划新增预留湾仔河底人行隧道口岸。根据示意图，其落脚点位于珠海出入境边检总站项目内。
2024年9月下旬，土地工務局回覆澳門立法會直選議員梁鴻細及馬耀鋒有關河底隧道興建書面質詢時表示，行政當局曾指出「河底隧道須待確定新增口岸的必要性後，才會開展後續工作」，暫維持擱置計劃及沒有工作時程；保安司司長辦公室表示，質詢所提及灣仔至媽閣的出入境邊防檢查站及河底隧道的預留用地，屬珠海市人民政府的城市規劃事宜，保安範疇將按特區政府總體規劃作出配合。

## 社會反應

### 2010年代
2012年1月初，時任中區社區咨詢委員會副召集人黃燿球亦關注該規劃，希望澳方政府能與中央和珠海方政府主動溝道並落實規劃。早在2004年，澳方與珠方商討，計劃興建該河底行人隧道；2011年簽署的《粵澳合作框架協定》，再次提出兩地研究興建河底行人隧道連接珠海灣仔與澳門輕軌媽閣站的可行性，澳區人大代表、政協委員以及澳門社會各界人士在不同場合亦呼籲開展這項研究。
2014年6月30日，時任澳門立法會直選議員梁安琪再次追問有關澳珠行人河隧規劃。而早在2004年澳方官員與珠海方面舉行工作會議探討有關規劃進行研究。珠澳不少人士認為，修建可以步行的河底隧道，將進一步方便出入境旅客通行，是解決目前珠澳間口岸擁擠的必然選擇。
2016年1月17日，灣仔口岸因建築安全問題需暫停使用，社會各界人士再度提出興建灣仔行人河隧建議。珠海市政協澳區委員黃健中建議，籍此契機建設該河底隧道。他指出，由於珠海過關澳門人數增長明顯，如果澳門和灣仔能通過河底隧道相連，可以極大減輕拱北口岸目前的通關壓力。澳區全國人大代表劉藝良也認同此建議，指出只靠船來分流客流的作用不是很大，平均一天才二千人，因為船的班次受限制；而且，現在口岸通關能力也是受限制的，如果說建隧道的話，人行隧道就讓旅客、澳門居民通行，就不用受船的班次的限制。而且灣仔河底隧道的建設，將促進珠海灣仔、澳門內港人員往來，帶動兩地的經濟發展。相關商業機構對此計劃抱持歡迎態度，如時任澳門博彩股份有限公司董事蘇樹輝亦歡迎有關建議，帶動「一河兩岸」發展方向。
2016年1月中，灣仔口岸因建築安全問題需暫停使用，對珠澳跨境通勤人士和學生造成不便。兩海坊會理事長朱浩源對事件十分關注，希望當局盡快與珠方溝通，並研究臨時應對方案，他又促請當局盡快落實在澳門與灣仔之間增設河底行人隧道，或趁重修機會擴建兩地口岸，強化灣仔口岸的通關能力，回應社會口岸通關力和服務時間短的問題。2020年4月初，兩海坊會理事長朱浩源再度建議加快興建河底隧道，以有效緩解各口岸通關壓力及澳門半島特別是北區的交通壓力，亦有利於澳門與珠海兩地經濟融合發展，是促進粵港澳大灣區深度融合的戰略所需，更為媽閣、內港舊區發展帶來巨大契機。
2017年5月下旬，時任立法會直選議員何潤生提出書面質詢，關注灣仔口岸何時復用？同時關注河底隧道工程規劃進度。他表示相關項目是粵澳合作框架中重要的區域合作項目，除了可以配合內港至媽閣一帶的商業及旅遊元素外，亦有助強化該區的口岸功能，分流部分出入境的旅客，避免往來珠澳兩地的客流量過分集中於關閘口岸。根據國家海關總署回覆，廣東省珠海市已完成《珠海灣仔和澳門媽閣河底人行隧道工程可行性研究報告》，但此後該規劃遲遲未有下文，兩地居民引頸期盼多年，希望兩地政府加強溝通，共同設計好有關項目，以獲得雙贏局面。
2018年2月22日，時任澳區全國人大代表高開賢促請中央人民政府批准興建河底隧道，指出 隨着灣仔、橫琴不斷發展，珠澳關係亦趨密切，人員往來亦會更頻繁，而青茂口岸當時仍在興建中，但建成後能紓緩關閘的通關壓力，但缺點會增加澳門半島、尤其是北區的交通壓力。因此，內港、媽閣與灣仔之間河底隧道建設項目具一定迫切性。建設河底隧道構思提出多年，也曾初步調研，廣東珠海已完成《珠海灣仔和澳門媽閣河底人行隧道工程預可行性研究報告》。河底隧道除可配合內港至媽閣一帶的商業及旅遊元素外，更重要的可強化區內的口岸功能，分流部分出入境旅客，避免往來珠澳旅客過分集中使用關閘口岸。故將建議特區政府與廣東、珠海兩地政府加快成立專項小組，啟動興建隧道的合作協議，盡快將建設河底隧道的相關項目提上議事日程。
2018年3月31日，時任立法議員陳虹表示，關閘承戴能力接近飽和，其它口岸的通關能力有限，灣仔口岸重開無期，青茂口岸當時仍在興建中，她提出書面質詢問當局將如何促成灣仔口岸重開有期，以及在灣仔和澳門媽閣河底隧道的建設規劃上有何意見和建議，會否尋求啟動興建隧道的合作協議？其中在建設河底隧道構思方面已提出多年，珠海方面也完成了可行性報告，但相關項目卻遲遲未能提上議事日程。建設河底隧道，對強化內港口岸功能和激活內港區經濟大有裨益，配合未來粵港澳大灣區的建設，以及擋潮閘工程的展開，特區政府有必要主動尋求與國家口岸管理部門、水利部門和珠海巿政府的合作，成立相應的專責小組，全方位、一籃子、綜合性地完善澳門的口岸建設和分流。

### 2020年代
珠澳跨境河底隧道工程宣佈擱置，坊間以及社會各界人士仍計劃建議澳方興建河底隧道方便兩地人士來往。
2020年12月中旬，內港碼頭區域聯誼會認為建設河底隧道有利經濟環境發展，通過相關工程建設和技術能順利興建，又指出拱北口岸在工作日和節假日人流量大，使關閘一帶交通壓力大增，雖然珠澳兩地府致力讓橫琴口岸分流部分客流，但橫琴與氹仔相鄰，離市中心較遠，自由行旅客多仍選擇拱北口岸或灣仔口岸過境。又指出興建河底隧道除紓緩交通壓力外，旅客通過隧道只需步行十分鐘就能抵達兩地，並不受天氣影響，即使颱風天亦能通行無阻。此外，隧道內還可規劃建商場，方便旅客最後消費，活化內港經濟。
2022年6月13日，直選議員鄭安庭於本地報章撰文，指由澳門內港至珠海灣仔的河底隧道，須待確定新增口岸的必要性後，才會開展後續工作。有社會意見指出，如果隧道得以建設並與輕軌西線相連，將有助打造「十字門水域區域合作樞紐」，深化粵澳合作，便利居民和遊客出行，望當局加以考慮。
2022年6月17日，澳門建築置業商會舉辦「澳門都市建設的前瞻與展望」研討會，主講者之一建築置業商會副會長崔世平指隨著位於橫琴粵澳深度合作區的澳門新街坊即將建成，應再考慮建設河底行人隧道，甚至思考輕軌通過河底隧道從媽閣站直達橫琴新街坊，方便澳門半島居民前往新街坊，旅客亦有新的出入境點，長遠有助刺激內港經濟。
2023年，多個社會團體分別要求澳門政府重新規劃興建媽閣灣仔行人河底隧道，以分流通關人流。其中前澳門立法會議員林玉鳳認為，行人河底隧道能夠連通媽閣交通樞紐及澳門輕軌媽閣站，方便旅客直達市中心、路氹酒店區，以及分流關閘、青茂口岸及橫琴口岸客流，而早在2021年珠海市已提出了灣仔口岸及周邊地區的詳細規劃，當中就明確地為連通澳門的河底人行隧道以及媽閣交通隧道工程預留位置，周邊更規劃有商務、文娛等設施。灣仔口岸的規劃進展值得關注。澳門內港碼頭區域聯誼會表示，在繼續提倡打造“一河兩岸”方案及活化新馬路片區的同時，再次建議澳方與粵方達成共識，促成行人河底隧道的規劃興建。
2024年，珠海市人民政府頒佈灣仔街道的規劃條件圖公示，當中包括河底行人隧道口岸，雖澳門特別行政區政府回覆澳門立法會議員書面質詢時表示未有規劃。其中中區社區服務諮詢委員會副召集人李仲言指興建河底行人隧道作“合作查驗、一次放行”的通關安排，以分流位於北區的青茂和關閘兩個口岸的通行人流、交通等壓力；特別是交通方面連接媽閣交通樞紐及媽閣碼頭，旅客可通過巴士或輕軌能夠輕鬆往返澳門各區，以及通過步行遊覽澳門歷史城區各建築。